# SLC51A
SLC51A (англ. Solute carrier family 51 alpha subunit) – білок, який кодується однойменним геном, розташованим у людей на короткому плечі 3-ї хромосоми.  Довжина поліпептидного ланцюга білка становить 340 амінокислот, а молекулярна маса — 37 735.
| 10         |  | 20         |  | 30         |  | 40         |  | 50         |
| ---------- |  | ---------- |  | ---------- |  | ---------- |  | ---------- |
| MEPGRTQIKL |  | DPRYTADLLE |  | VLKTNYGIPS |  | ACFSQPPTAA |  | QLLRALGPVE |
| LALTSILTLL |  | ALGSIAIFLE |  | DAVYLYKNTL |  | CPIKRRTLLW |  | KSSAPTVVSV |
| LCCFGLWIPR |  | SLVLVEMTIT |  | SFYAVCFYLL |  | MLVMVEGFGG |  | KEAVLRTLRD |
| TPMMVHTGPC |  | CCCCPCCPRL |  | LLTRKKLQLL |  | MLGPFQYAFL |  | KITLTLVGLF |
| LVPDGIYDPA |  | DISEGSTALW |  | INTFLGVSTL |  | LALWTLGIIS |  | RQARLHLGEQ |
| NMGAKFALFQ |  | VLLILTALQP |  | SIFSVLANGG |  | QIACSPPYSS |  | KTRSQVMNCH |
| LLILETFLMT |  | VLTRMYYRRK |  | DHKVGYETFS |  | SPDLDLNLKA |  |            |

A: Аланін

C: Цистеїн

D: Аспарагінова кислота

E: Глутамінова кислота

F: Фенілаланін

G: Гліцин

H: Гістидин

I: Ізолейцин

K: Лізин

L: Лейцин

M: Метіонін

N: Аспарагін

P: Пролін

Q: Глутамін

R: Аргінін

S: Серин

T: Треонін

V: Валін

W: Триптофан

Кодований геном білок за функцією належить до фосфопротеїнів. 
Задіяний у таких біологічних процесах як транспорт, поліморфізм. 
Локалізований у клітинній мембрані, мембрані, ендоплазматичному ретикулумі.